# Коновер, Генри Бордман
Генри Бордман Коновер (18 января 1892 года, Чикаго — 5 мая 1950 года, Чикаго) — американский солдат, торговец и орнитолог.

## Биография
Родился в Чикаго в семье Чарльза Хопкинса Коновера и его супруги Делии Луизы Боардман. С ранних лет увлекался естественной историей. Посещал школу Хилл. Учился в научной школе Шеффилд в Йеле. Участвовал в ряде научных экспедиций в Южную Америку и Африку. Будучи изначально орнитологом-любителем, был признан научным сообществом, входил в организации орнитологов и совет Музея естественной истории Пибоди и подарил свою коллекцию Field Museum. Внёс существенный вклад в работу Карла Эдуарда Хелльмайра The Catalogue of Birds of the Americas.
Описал чакского нотуру и ещё четыре вида.
Умер от проблем с сердцем и был похоронен в Чикаго. Никогда не состоял в браке.